# 李颖川
李颖川（1960年1月—），汉族，安徽阜阳人，现任国家体育总局副局长，第十三届全国政协委员。1982年毕业于北京体育师范学院。
2021年7月14日，东京奥运会中国体育代表团在北京成立，他出任代表团副团长，率队参加东京奥运会。
2023年4月2日，鉴于中国足协多名官员被查，国家体育总局紧急组成“工作组”进驻中国足协，李颖川担任组长。
2023年10月16日，李颖川就任中国足协党委书记。